# Scheuern
Pour l’article homonyme, voir Scheuern (Sarre).
Scheuern est une municipalité allemande située dans le land de Rhénanie-Palatinat et l'arrondissement d'Eifel-Bitburg-Prüm.